# يواكيم الفيوري
يواكيم الفيوري بالإنجليزية  (Joachim of Fiore)
(1135 - مارس 1202): هو لاهوتى ومتصوف إيطالي ومؤسس الرهبانية النسكية الفيورية التي استمرت حتى القرن السادس عشر الميلادي، كتب كتابه وفاق العهدين الذي شرح فيه مذهبه المعروف بنظرية الثلاثة عصور، أثرت أفكاره في الحركات الفرنسيسكانية  

## حياته
ولد يواكيم في قرية تدعى كليكوس قريبة من كوزنسا الإيطالية، عمل في البداية كاتبا في محكمة وأصبح فيما بعد مستشارا لمارغريت ملكة صقلية ومن بعدها وصيا لعرش وليام الثاني الذي كان صغيرا حينها.

## نظرية الثلاثة عصور
ميز يواكيم التاريخ البشرى في كتابه وفاق العهدين إلى ثلاثة عصور من الروحانية المتزايدة
- عصر الأب: وهو يشير إلى (العهد القديم) حيث يمتاز بانسياق الجنس البشري لتعاليم الرب
- عصر الابن: يبدأ منذ قدوم المسيح وحتى عام 1260 وهو يشير إلى (العهد الجديد والكنيسة)
- عصر الروح القدس: وهو عصر قادم سيذوب فيه العالم في روحانية السماء ولن تكون هناك أي ضرورة إلى مؤسسة الكنيسة.

وفقًا ليواكيم فإنه سيصبح من الممكن فهم رسالة المسيح فهما عميقًا في العصر الثالث وليس فقط تفسيرات نصية وفي هذه المرحلة سيحل السلام والوفاق في العالم كله وذلك بدلًا من الإيمان بالقدوم الثانى للمسيح (الباروسيا) وبذلك سيصبح وجود المؤسسة الكنسية أو الكنيسة المهيكلة غير ضروري

## روابط خارجية
- يواكيم الفيوري على موقع الموسوعة البريطانية (الإنجليزية)